# Пьяни, Джованни Антонио
Джованни Антонио Пьяни (итал. Giovanni Antonio Piani, в некоторых написаниях встречается Piano или Piana, 1678, Неаполь, Италия —- 25 мая 1760, Вена, Австрия) —- итальянский скрипач и композитор, представитель барокко.

## Биография
Отец композитора Пьетро Джакомо Пьяни был родом из Болоньи, работал музыкантом (играл на трубе) в придворном оркестре Неаполя. Джованни Антонио Пиани учился с 1691 года в «Conservatorio della Pietá dei Turchini» у Gian Carlo Cailò (1652—-1722) и Nicola Vinciprova. С 1704 года он жил в Париже, где находился на службе у Великого адмирала Франции Луи-Александра де Бурбона, графа Тулузского, сына Людовика XIV и мадам де Монтеспан (музыкант значился там как Jean-Antoine Desplanes). Здесь его учеником стал композитор и скрипач Жан-Батист Сенайе.
В Париже композитор опубликовал «12 сонат для скрипки или флейты и basso continuo, Op. 1». Он получил королевскую привилегию на десять лет, которая давала ему монополию на издания этого сочинения. Тем не менее уже в 1716 году Мишель-Шарль Ле Сен (Michel-Charles Le Cène) опубликовал шесть сонат для флейты и basso continuo из этой коллекции. В истории музыки сочинения Джованни Антонио Пьяни отмечены одним из первых целенаправленных и осознанных использований таких терминов, как крещендо и диминуэндо. Op. 1 из 12 крупных сонат является единственным сочинением композитора, сохранившимся до нашего времени.
С 1720 по 1760 годы Джованни Антонио Пьяни был музыкантом Императорской капеллы в Вене (получая самое высокое среди музыкантов жалование), где при императрице Марии Терезии (она сократила количество музыкантов капеллы и урезала им плату) он был назначен в 1741 году капельмейстером. Зарплата Пьяни при этом была сокращена с 1800 гульденов, которые он получал ежегодно с 1721 года, до 1200 гульденов. Тем не менее он оставался самым высокооплачиваемым музыкантом.

## Судьба творчества
Впервые внимание к композитору привлёк Лионель де Ла Лоренси (Lionel de La Laurencie), посвятивший ему целую главу в своей монографии о развитии скрипичного искусства во Франции.
Интерес к творчеству композитора возродили проживающий в Германии македонский скрипач Эмилио Перцан (итал. Emilio Percan) и созданный им в 2011 году G.A.P. Ensemble (расшифровывается название как инициалы композитора Giovanni Antonio Piani, Германия-Каталония-Италия), записавшие первый альбом, посвящённый творчеству композитора. Этот ансамбль впервые в 2016 году познакомил с творчеством композитора россиян.

## Записи произведений композитора
- I musicisti dell’imperatore —- Music from the Reign of Charles IV of Austria. G.A.P. Ensemble. Audio CD (February 24, 2015). Pan Classics. ASIN: B00R8SDMLQ.
- Tesori di Napoli: Sonate per Flauto dolce. Flute Sonata in E minor. Daniel Rothert / Luca Quintavalle. January 28, 2014.
- The Virtuoso Recorder 2: Sammartini, Fiorenza, Mancini, Tartini… Sonata in E minor, for recorder & B. c., Op. 1/7. Cappella Academica Frankfurt / Michael Schneider. July 30, 2013.
- Emilio Percan. Affettuoso. Sonata in B minor, Op. 1/8. Sonata in D, Op. 1/10. Sonata in E minor, Op. 1/2. Sonata in G, Op. 1/4. March 5, 2012.